# Philippinoma
Philippinoma is een geslacht van vliesvleugeligen uit de familie van de Eurytomidae. De wetenschappelijke naam van dit geslacht werd voor het eerst geldig gepubliceerd in 1994 door T. C. Narendran.

## Soorten
Het geslacht Philippinoma omvat de volgende soorten:
- Philippinoma auratofronta Narendran, 1994
- Philippinoma kovaci Narendran, 1995